# Prehistorie

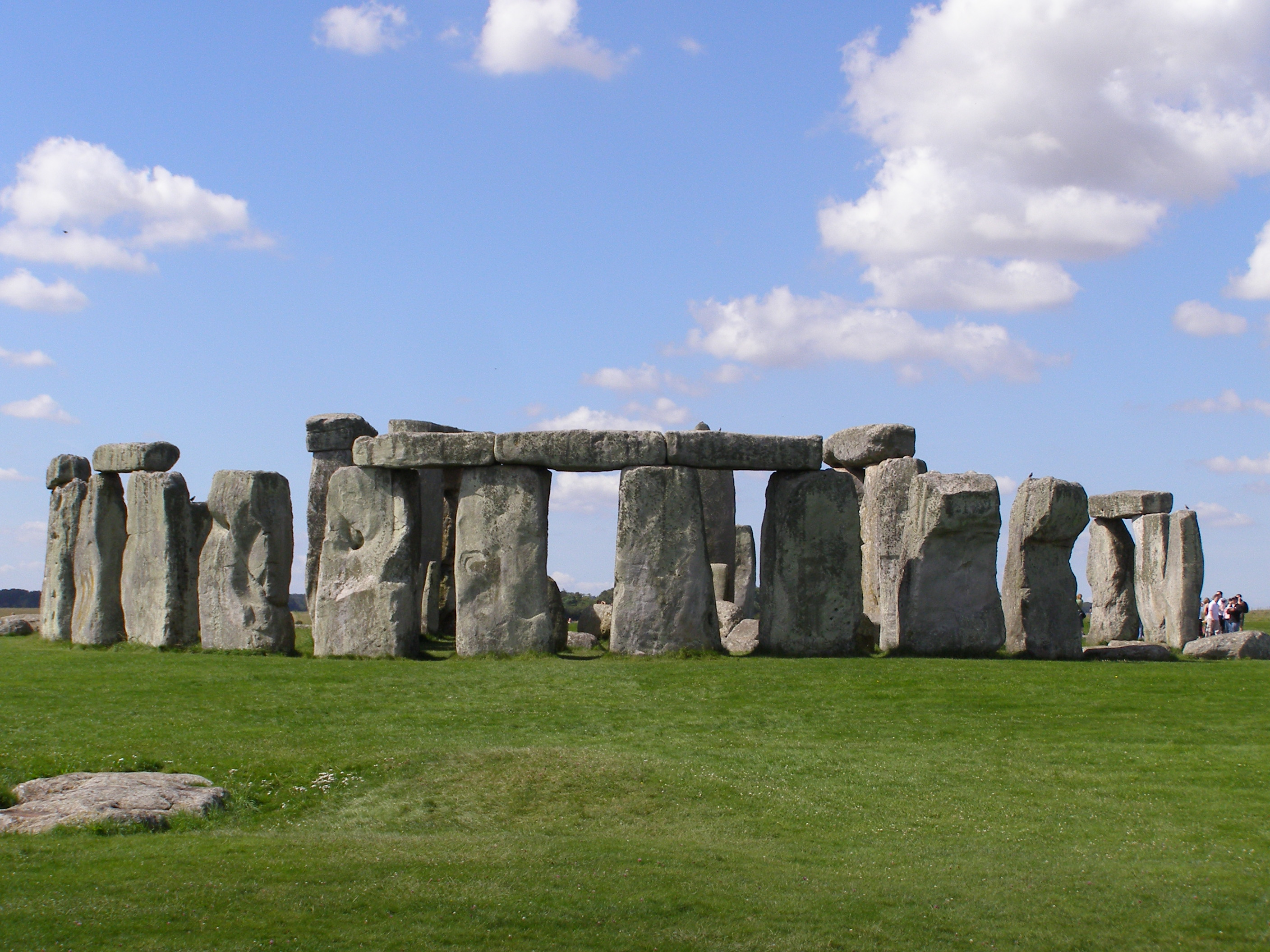
Stonehenge, Engeland, opgericht door neolithische mensen (ca. 4500-4000 jaar geleden)

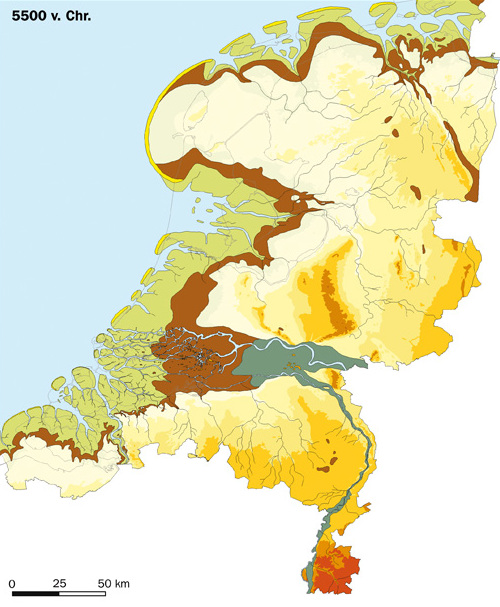
Nederland in het mesolithicum (7500 jaar geleden)

Prehistorie, voorgeschiedenis of oertijd is een periode in de geschiedenis. De precieze afbakening en definitie van deze periode is omstreden binnen de historiografie. In ruime zin verwijst de term naar het verliggende verleden, en omvat dan eventueel de gehele geschiedenis van de aarde, sinds haar ontstaan. Vaker verwijst de term naar de periode vanaf het ontstaan van het leven, of nog beperkter, vanaf het ontstaan van de mensachtigen, de voorouders van de Homo sapiens. 
De wetenschappelijke en meest gangbare definitie van de prehistorie is 'de periode uit de menselijke geschiedenis waarvan geen leesbare, geschreven bronnen beschikbaar zijn'. Het eindpunt van de prehistorie is dan het jaar waarin de oudst bekende én ontcijferde bron is geschreven. Dit kan per cultuur of gebied op aarde verschillen: uit China en Egypte zijn veel oudere geschreven bronnen bekend dan uit West-Europa. De Egyptische hiërogliefen werden echter pas in 1822 ontcijferd. Vóór die tijd was de Egyptische beschaving dus prehistorie, vanaf 1822 behoort ze tot de historie. 
Paul Tournal bedacht de term Pré-historique oorspronkelijk om de vondsten die hij in grotten in Zuid-Frankrijk had gedaan te beschrijven. Het woord werd in 1830 opgenomen in het Frans om de periode voor de uitvinding van het schrift aan te duiden en in 1851 door Daniel Wilson in het Engels geïntroduceerd.

## Ontstaan van de mens
Er zijn twee belangrijke verklaringsmodellen voor het ontstaan van de moderne mens, Homo sapiens: het paleoantropologische, multiregionale model, dat zich baseert op een statistische analyse uit 1998 van Alan R. Templeton, en de algemener aanvaarde enkele-oorspronghypothese.

## Problemen bij de bestudering van de prehistorie
De klassieke definitie van de prehistorie is 'de periode van de menselijke geschiedenis waarvoor men geen geschreven bronnen heeft, of waarvan de overgeleverde bronnen niet ontcijferd zijn'. Deze definitie staat zowel qua criterium als qua datering ter discussie.
De term 'prehistorie' werd in de 20e eeuw minder strikt gedefinieerd, toen de grens tussen geschiedenis - de interpretatie van geschreven en mondelinge bronnen - en andere disciplines minder rigide werd. Tegenwoordig baseren historici van alle bestudeerde periodes, niet alleen die van de prehistorie, zich op bewijsmateriaal uit vele gebieden, en beperken ze zich niet tot geschreven of orale, of andere symbolisch gecodeerde, verhalende bronnen. Bovendien wordt de term 'prehistorie' in toenemende mate vervangen door de term 'geschiedenis'; bijvoorbeeld geschiedenis van de aarde, geschiedenis van het heelal. Toch blijft in met name de sociale wetenschappen het onderscheid tussen beide termen van belang. De menselijke prehistorie is het onderzoeksgebied van  archeologen en antropologen (biologische antropologie), die opgravingen, geografische overzichten en wetenschappelijke analyses gebruiken, om de aard en het gedrag van mensen zonder schrift te ontsluieren en interpreteren.
De prehistorie omvat relatief een veel grotere periode van de menselijke geschiedenis, waarbij de prehistoricus bovendien de activiteiten van anonieme archeologische culturen, in plaats van uit verhalende bronnen bekende naties of individuen bestudeert. Daar de studie van de prehistorie beperkt blijft tot materiële overblijfselen, blijft het een verhaal van anoniemen. Daarom zijn termen, gebruikt door prehistorici, als neanderthaler of de ijzertijd, arbitraire benamingen, en is hun precieze definitie onderwerp van discussie.

### Methodologische problematiek
Onderwerp van prehistorische onderzoek zijn, anders dan bij de andere historische disciplines, uitsluitend bronnen in de vorm van voorwerpen: respectievelijk keramiek, van metaal, hout, glas, steen of bot gemaakte artefacten, afval. Dergelijke voorwerpen worden aangetroffen, bijvoorbeeld in opgegraven nederzettingen of grafheuvels, of soms ook als toevallige vondst. Vervolgens worden ze geanalyseerd met vormkundig-typologische, historische en sociaalhistorische, maar ook natuurwetenschappelijke analyse-methoden als dendrochronologie, de C14-methode en met statistische methoden.
Problematisch is daarbij dat veel door mensen gebruikte materialen, zoals hout en textiel, slecht, of niet geconserveerd zijn. Het beeld dat op basis van archeologische vondsten van een bepaalde prehistorische samenleving ontstaat, is dus altijd onvolledig.
De enorme omvang van de onderzochte periode, vanaf het begin van de ontwikkeling van de mensheid, circa twee miljoen jaar geleden tot de nieuwe tijd, biedt de mogelijkheid tijdvakoverschrijdende vergelijkingen te maken, en daardoor zeer langdurige trends waar te nemen. Ook kan er binnen deze context een zeer groot aantal menselijke culturen worden onderzocht.

### Begin van de prehistorie
De prehistorie begint met het verschijnen van de mens. Dat werpt meteen nieuwe problemen op: hoe vast te stellen of een mensachtige die een paar miljoen jaar geleden leefde al als mens moet worden beschouwd? Verder zijn er nog steeds heel weinig fossielen, en die komen allemaal van maar een klein aantal, rijke vindplaatsen. Wat het begin van de prehistorie is hangt dus af van de uitgangspunten van de onderzoekers, en de door hen gebruikte criteria om de mens te definiëren. Deze criteria kunnen antropologisch, cultureel of filosofisch zijn.
Het geslacht Homo verscheen met het ontstaan van de Homo rudolfensis, ca. 2,9 miljoen jaar geleden, en vervolgens van Homo habilis, 2,4 miljoen jaar geleden, twee soorten die naast elkaar bestonden in Oost-Afrika. Beide soorten liepen al rechtop en maakten waarschijnlijk stenen werktuigen, twee kenmerken die  lange tijd zijn beschouwd als eigen aan de menselijke soort. Recentere ontdekkingen hebben aangetoond dat de oudere Australopitheci ook al tweebenig waren. De oudste lithische industrieën vallen weliswaar samen met de vroegste vertegenwoordigers van Homo maar ook met die van de Paranthropi, vroege robuuste Australopitheci, en het is onmogelijk te bepalen welke soort verantwoordelijk was voor het ontstaan van deze industrieën.
Al naargelang men van mening is dat de mens enkel door het geslacht Homo of eveneens door het geslacht Australopithecus wordt vertegenwoordigd, begint de prehistorie dus respectievelijk ongeveer 3 of 5 miljoen jaar geleden.

### Neolithische revolutie of evolutie?
De neolithische revolutie is de overgang van een samenleving van jager-verzamelaars naar een sedentaire agrarische samenleving. Tegenwoordig spreekt men in de geschiedwetenschap niet meer van een neolithische revolutie, maar van een neolithische evolutie. Het is namelijk gebleken dat deze overgang langer duurde en geleidelijker verliep dan men aanvankelijk dacht, van een in korte tijd opgetreden revolutie bleek geen sprake te zijn. De term neolithische revolutie is echter ingeburgerd geraakt; de term evolutie wordt voorlopig alleen gebruikt door historici en archeologen.

### Einde van de prehistorie
Het schrift is te beschouwen als voortgekomen uit een kunstmatig geheugensysteem. Er is in de archeologische vondsten een geleidelijke overgang waarneembaar van het turven van hoeveelheden, tot uitgebreidere teksten. Mesopotamië en Egypte lijken, onafhankelijk van elkaar, vroeg in het vierde millennium v. Chr. dezelfde ontwikkeling te hebben doorgemaakt.
Het verschijnen van het gebruik van het schrift, rond 3300 v. Chr., als criterium voor het einde van de prehistorie is in meer dan één opzicht problematisch:
- het schrift verschijnt niet overal ter wereld rond dezelfde periode;
- er bestaan maatschappijen die het schrift niet kenden, maar waarvan de orale traditie zeer sterk is, zoals bepaalde beschavingen van precolumbiaans Amerika of Sub-Saharaans Afrika, die weinig gemeen hebben met andere prehistorische maatschappijen.
- van enkele beschavingen zijn er wel geschreven bronnen bekend, maar hebben wetenschappers deze bronnen nog niet helemaal ontrafeld. Het Etruskisch is bijvoorbeeld nog niet volledig ontcijferd. Deze beschaving balanceert dus op de grens van prehistorie en historie.

De notie protohistorie werd geïntroduceerd voor de volkeren die zelf nog geen schrift bezitten, maar die in teksten van andere volkeren uit die tijd worden vermeld. Zo worden de volkeren van de Nederlanden voor het eerst vermeld in de geschriften van de Romeinse proconsul Gaius Julius Caesar, met name zijn De bello Gallico. Deze geïsoleerde beschrijving volstaat echter niet voor een duidelijke en volledige afbakening.

## Recente herdefiniëringen

### Een economisch-sociale definitie
De huidige tendens is om zich niet meer op (te veranderlijke) chronologische maar op economische en sociale criteria te baseren:
- de prehistorie zou de volkeren betreffen die door roven in hun levensonderhoud voorzien. Deze groepen van jager-verzamelaars, vissers, verzamelaars gebruiken de beschikbare natuurlijke bestaansmiddelen zonder ze te beheren. De prehistorie stricto sensu bestaat dus uit het paleolithicum, het epipaleolithicum en het mesolithicum. Die voorstelling van zaken is echter volgens sommige archeologen te simplistisch: ook jager-verzamelaars doen aan beheer[3].
- de protohistorie zou de volkeren betreffen wier levensonderhoud wordt gewaarborgd door voedselproductie. Deze groepen veehouders en landbouwers, vaak sedentair, exploiteren de bestaansmiddelen die zij beheersen en die zij voor een deel beheren. De protohistorie zou dan het neolithicum, het chalcolithicum, de bronstijd en de ijzertijd omvatten. Zij wordt gekenmerkt door een toenemende structurering van de maatschappij, zoals door wijziging van woonvorm, agglomeratie, geavanceerde socialisatie, hiërarchisering, administratie, geavanceerde economie, geld en handelsverkeer.

### Een verhalende-bronnendefinitie
Een andere definitie van prehistorie is: "het tijdperk waarover we geen verhalende maar enkel archeologische bronnen hebben". Met verhalende bronnen worden hier zowel schriftelijke als mondelinge bronnen bedoeld.

## Chronologische indelingen van de prehistorie

### Drieperiodensysteem
Prehistorische culturen worden doorgaans gekarakteriseerd op basis van de kenmerkende materialen waarvan ze gebruiksvoorwerpen maakten. Men onderscheidt dan de steentijd, de bronstijd en de ijzertijd.
Deze indeling in drie perioden gaat terug op de Deense museumconservator Christian Jürgensen Thomsen uit 1820. Gebaseerd op Deense vondsten bestond zijn steentijd in wezen uit wat nu de nieuwe steentijd wordt genoemd. Ook de Deen Jens Jacob Worsaae droeg in 1859 bij aan de discussie, door er op te wijzen dat er nog een oudere periode dan Thomsens steentijd moest zijn, de zogenaamde oude steentijd. 
Sir John Lubbock (1834 - 1913) verfijnde de classificatie door de steentijd onder te verdelen in twee periodes, namelijk het paleolithicum (oude steentijd) en het neolithicum (nieuwe steentijd), op basis van het al dan niet gepolijst zijn van de stenen. 
In 1872 werd door Hodder M. Westropp in zijn werk Pre-historic phases; or, Introductory essays on pre-historic archaeology de benaming mesolithicum voor het eerst gebruikt om de overgangsfase tussen paleo- en neolithicum aan te duiden. De term zou echter pas in de jaren 30 van de 20e eeuw aanslaan.
Het huidige systeem gebruikt een aantal periodes, van zeer ongelijke duur, die zijn gebaseerd op de bijzonderheden van materiële culturen. Deze indeling in periodes, gebaseerd op de studie van duurzame restanten (vooral van stenen voorwerpen, maar daarnaast ook van voorwerpen uit keramiek en metaal), is verder verfijnd dankzij de moderne onderzoeksmethodes en -technieken.
Deze periodes hebben vooral een chronologisch, en zelfs cultureel, belang. Voor de oudere periodes van het paleolithicum zijn de culturele verschillen tussen de verschillende industrieën moeilijk aan te tonen en de veranderingen kunnen bovendien in verband staan met de functie van de sites alsook met het gebruikte materiaal.
paleolithicum
vroegpaleolithicum
middenpaleolithicum
laatpaleolithicum
epipaleolithicum / mesolithicum
neolithicum
kopertijd
bronstijd
ijzertijd
Sommige periodes kunnen niet over heel de Oude Wereld worden vastgesteld of worden niet door de hele wetenschappelijke gemeenschap aanvaard. Zo wordt het begrip mesolithicum met name voor Europa gebruikt, elders spreekt men van epipaleolithicum of in Oost-Azië van vroeg-neolithicum. Ook is dit het geval voor de kopertijd of chalcolithicum. Doordat koper zeldzaam was en vaak naast andere materialen werd gebruikt (zoals steen), blijft het gebruik van de term "kopertijd" voor vele regio's problematisch.

### Andere indelingen
Voor sommige streken gebruikt men een aparte benaming voor een bepaalde periode die overeenkomt met een of meerdere van de periodes uit het drieperiodensysteem (bv. Jomon in Japan).
De Afrikaanse steentijd wordt ook wel ingedeeld in
- Early Stone Age - vergelijkbaar met het vroegpaleolithicum
- Middle Stone Age - vergelijkbaar met het middenpaleolithicum
- Later Stone Age - ten zuiden van de Sahara; vergelijkbaar met het laatpaleolithicum t/m neolithicum

Voor de Precolumbiaanse geschiedenis van de Nieuwe Wereld, die een geheel eigen dynamiek had, gebruikt men een andere indeling:
- Lithische periode - vergelijkbaar met het laatpaleolithicum
- Archaïsche periode - vergelijkbaar met het mesolithicum
- Formatieve periode - vergelijkbaar met het neolithicum
- Klassieke periode - al deels historisch, zoals bij de Mayacultuur
- Postklassieke periode